# Jari Mäenpää

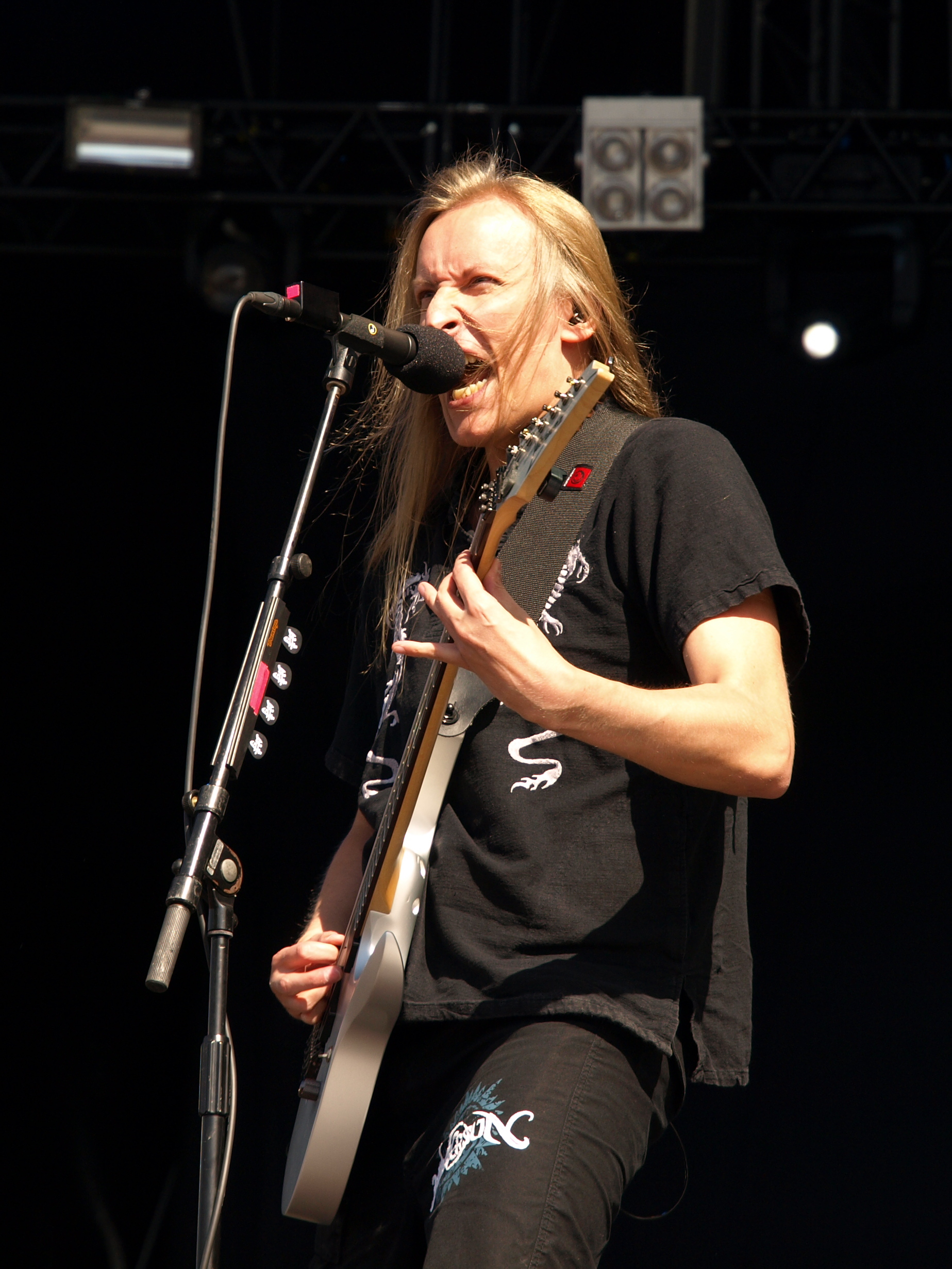
Jari Mäenpää live auf dem Tuska Open Air 2013

Jari Mäenpää (* 23. Dezember 1977 in Finnland) ist ein finnischer Musiker. Er ist Sänger, Gitarrist und Gründer der Melodic-Death-Metal-Band Wintersun. Von 1996 bis 2004 war er außerdem Sänger und Gitarrist der Viking- und Folk-Metal-Band Ensiferum.

## Biographie
Mäenpää ist der Gründer der Band Wintersun, in welcher er singt und Gitarre spielt. Auf dem Debütalbum Wintersun spielte er außerdem Synthesizer und E-Bass; für Auftritte hat er eine Live-Band formiert.
Bevor er zu Wintersun kam, war er Mitglied der Folk-Metal-Band Ensiferum, der er 1996 nach dem Austritt aus seiner vorherigen Band Immemorial beitrat.
Am Anfang hatte er Wintersun nur als Nebenprojekt zu Ensiferum geplant, aber im Januar 2004 verließ er die Band, da die Aufnahmezeiten im Studio mit denen einer Tour von Ensiferum kollidierten. 1997 wurde er zum finnischen Militär einberufen. In einem Interview sagte er, er habe es nicht genossen und litt zu dieser Zeit unter Tuberkulose, weshalb er mehrere Monate im Krankenhaus lag und ihm Teile der Lunge operativ entfernt wurden. Er war außerdem ein Mitglied der Symphonic-Black-Metal-Band Arthemesia. Im Jahr 2015 hatte er einen Gastauftritt in dem Kinderfilm Heavysaurus – Ein rockiges Steinzeit-Abenteuer, der auf den Figuren der Band Hevisaurus (deutsch Heavysaurus) basiert.

## Equipment

### Gitarren
Bei Ensiferum spielte er unter anderem eine DXMG Dinky, eine Gitarre von Jackson in Transparent Green. Für die Aufnahmen des ersten Wintersun Albums benutzte er die Jackson und zusätzlich eine für Metal ziemlich untypische Tokai Telecaster (Kopie einer Fendergitarre), um in einigen Songs einen „schmutzigen Westernsound“ zu haben. Live nutzt er auch häufig die Paul Gilbert PGM 301 von Ibanez. Für das zweite Album Time will er hauptsächlich eine Ibanez Jem (Steve Vai Signature Gitarre) verwenden.

### Verstärker
Für die Rhythmus-Gitarren kommt als Verstärker (Amp) der Triaxis Preamp von Mesa/Boogie als Vorverstärker zum Einsatz, den er über den Simul-Class 2:90 Power Amp (Endstufe) von Mesa/Boogie und an ein Mesa/Boogie Cabinet angeschlossen hat. Über das verwendete Equipment für die Lead-Gitarre ist nichts Näheres bekannt.

## Diskografie

### Ensiferum

#### Demos und Singles
- 1997: Demo I (Demo)
- 1999: Demo II (Demo)
- 1999: Hero in a Dream (Demo)

#### EPs und Alben
- 2001: Ensiferum
- 2004: Iron

### Wintersun
- 2004: Winter Madness (Demo)
- 2004: Wintersun
- 2006: Wintersun Tour-Edition (inkl. DVD)
- 2012: Time I
- 2017: The Forest Seasons
- 2024: Time II